# Забране (заказник)
За́бране — лісовий заказник місцевого значення в Україні. Розташований на території Коростенського району Житомирської області, на південний захід від села Забране. 
Площа 31,7 га. Статус Присвоєно у 1991 році. Перебуває у віданні ДП «Коростенське ЛМГ» (Шершнівське лісництво, кв. 75, вид. 21; кв. 80, вид. 1, 2, 3, 4, 7). 
Статус присвоєно для збереження частини лісового масиву з цінними насадженнями дуба.